# Eoophyla hemicryptis
Eoophyla hemicryptis là một loài bướm đêm trong họ Crambidae.